# Autostrada A645 (Franța)
Autostrada A645, sau Bretelle du Val d'Aran, deschisă în 2004, este o autostradă cu taxă din Franța, cu 2 × 1 benzi și o lungime de 6 kilometri, care leagă ieșirea nr. 17 („Montréjeau”) de pe autostrada A64 de ieșirea sudică a orașului Montréjeau, pe drumul național RN 125, în direcția Bagnères-de-Luchon și Valea Aran din Spania.
Această bretea permite utilizatorilor autostrada A64, care doresc să ajungă la Bagnères-de-Luchon sau în Spania, să evite traversarea dificilă a orașului Gourdan-Polignan.
Autostrada A645 este concesionată companiei ASF.

## Istoric
Declarație de utilitate publică:
- 24.11.1992: Secțiunea A64 - D817 (ca nod rutier 17 al A64) [1]
- 13.09.1999: Secțiunea D817 - RN125[2]

Punere în funcțiune:
- 09.07.1996: Secțiunea A64 - D817 (ca nod rutier 17 al A64)
- 20.09.2004: Secțiunea D817 - RN125

## Traseu
| De la A64 până la RN125; secțiune cu taxă (sistem închis al A64) concesionată companiei ASF. |                                                                                  |       |
| A64 E80                                                                                      |                                                                                  |       |
| 17                                                                                           | Nod rutier între A64 și A645: Bayonne, Pau, Lourdes, Tarbes; Toulouse.           | A64   |
| A645                                                                                         |                                                                                  |       |
|                                                                                              | Punctul de taxare Montréjeau.                                                    |       |
| D817 - Montréjeau                                                                            | Orașe deservite: Montréjeau, Ausson, Villeneuve-de-Rivière (nod rutier parțial). | RD817 |
| A645                                                                                         |                                                                                  |       |
|                                                                                              | Saint-Bertrand-de-Comminges, Bagnères-de-Luchon, Lérida                          | RN125 |
| Martres-de-Rivière                                                                           | RD8                                                                              |       |